# Dichen Lachman
Dichen Lachman (Kathmandu, 22 februari 1982) is een in Nepal geboren Australische actrice.
Lachman is de dochter van een Australische vader en een Tibetaanse moeder. De eerste zeven jaar van haar leven bracht ze door in haar geboorteplaats Kathmandu, waarna ze met haar ouders naar Australië verhuisde. Ze debuteerde in 2005 als actrice toen ze in zowel de Australische horrorfilm Safety in Numbers te zien was, als in haar eerste van uiteindelijk 88 afleveringen in de soapserie Neighbours. Lachman speelde daarna onder meer in de sciencefictionserie Dollhouse (2009-2010) en in de televisieseries Being Human en Last Resort (beide 2012).
Lachman is sinds januari 2015 getrouwd met acteur Maximilian Osinski, met wie ze in mei 2015 haar eerste kind kreeg; een dochter.

## Filmografie

### Film
*Exclusief televisiefilms
- Aftermath (2024)
- Jurassic World Dominion (2022)
- Too Late (2015)
- Lust for Love (2014)
- Bled (2009)
- Tyrannosaurus Azteca (2007)
- Safety in Numbers (2006)
- Aquamarine (2006)

### Televisieseries
*Exclusief eenmalige gastrollen
- Baymax! - overige stemmen (2022, vijf afleveringen)
- Severance - Ms. Casey (2022, negen afleveringen)
- Animal Kingdom - Frankie (2018-2019, zestien afleveringen)
- Altered Carbon - Reileen Kawahara (2018, tien afleveringen)
- Supergirl - Veronica Sinclair (2016-2017, twee afleveringen)
- The Last Ship - Jesse (2016, acht afleveringen)
- Agents of S.H.I.E.L.D. - Jiaying (2014-2015, negen afleveringen)
- Shameless - Angela (2014-2016, zes afleveringen)
- The 100 - Anya (2014, zeven afleveringen)
- King & Maxwell - Benny (2013, zeven afleveringen)
- Last Resort - Tani Tumrenjack (2012-2013, dertien afleveringen)
- Husbands - Pillow Girl (2012, twee afleveringen)
- Being Human - Suren (2012, zeven afleveringen)
- Dollhouse - Sierra (2009-2010, 27 afleveringen)
- Neighbours - Katya Kinski (2005-2007, 88 afleveringen)